# Willem II van Aquitanië
Willem II van Aquitanië, bijgenaamd de Jongere, (overleden op 12 december 926) was van 918 tot aan zijn dood graaf van Auvergne en hertog van Aquitanië. Hij behoorde tot het huis Barcelona.

## Levensloop
Willem II was de oudste zoon van graaf Alfred I van Carcassonne uit diens huwelijk met Adelinda, dochter van Bernard Plantevelue, hertog van Aquitanië. In 918 erfde hij het hertogdom Aquitanië en het graafschap Auvergne na de dood van Willem I, zijn oom langs moederkant.
Net als zijn oom was hij een medestander van koning Karel de Eenvoudige van Frankrijk, maar een tegenstander van diens opvolgers Robert en Rudolf van Bourgondië. Nadat Rudolf in 923 de Franse troon had bemachtigd, verbond hij zich met graaf Raymond III van Toulouse tegen Willem II en viel hij in 924 Aquitanië binnen. Willem kon met succes standhouden tegen de troepen van Rudolf, maar nadat de Hongaren West-Francië waren binnengevallen, sloten beide partijen een vredesakkoord. Willem II erkende de koning, die in ruil Berry afstond aan de Aquitaanse hertog. De regio Septimanië moest hij echter afstaan aan graaf Raymond III van Toulouse, evenals de Lyonnais aan Hugo van Arles en de Mâconnais aan Hugo de Zwarte.
Willem II van Aquitanië was eveneens de eerste vazal van de Franse koning die zich het recht om munten te slaan toezegde, hetgeen voordien enkel een koninklijk voorrecht was. Hij overleed in december 926, vermoedelijk ongehuwd en kinderloos, en werd opgevolgd door zijn broer Alfred.